# Supersonic Low Altitude Missile
Il Supersonic Low-Altitude Missile, o SLAM (da non confondere con lo Standoff Land Attack Missile) è il progetto relativo ad un missile da crociera spinto da uno statoreattore a propulsione nucleare, frutto di un requisito emesso dalla United States Air Force nella seconda metà degli anni cinquanta. Tuttavia, questo sistema d'arma non fu mai realizzato: infatti, furono condotte solo alcune prove (peraltro riuscite) dell'impianto propulsivo prima che il programma venisse cancellato, nel 1964.

## Sviluppo
Negli Stati Uniti, gli studi relativi all'utilizzo dell'energia nucleare come fonte di propulsione iniziarono nel 1946. Tuttavia, fu a partire dagli anni cinquanta che si iniziò a credere alla possibilità di realizzare statoreattori a propulsione nucleare, che avrebbero avuto un'autonomia praticamente illimitata. Quindi, nel novembre 1955, lo United States Office of Strategic Development incaricò la Commissione per l'energia atomica degli Stati Uniti di studiare la fattibilità di questa soluzione.
Nell'ottobre 1956, l'USAF emise il requisito SR-149 (System Requirement 149), relativo allo sviluppo di un missile da crociera a propulsione nucleare. Gli studi vennero condotti prima nell'ambito del programma ANP, e successivamente dal Lawrence Berkeley National Laboratory. Tali studi sancirono in sostanza la fattibilità tecnica di un sistema di questo tipo. Nel 1957, la Chance Vought Aircraft, di propria iniziativa, costituì gruppo di lavoro alla guida del dottor Walt Hesse con il compito di studiare le problematiche relative al progetto del missile atomico.
Mentre proseguiva lo sviluppo del reattore, l'USAF iniziò a selezionare un appaltatore cui affidare la realizzazione del missile, che prese il nome di SLAM. Nell'agosto 1958, il governo statunitense decise ufficialmente di finanziare gli studi di alcune imprese. In dettaglio, queste erano tre: Chance Vought Aircraft, North American Aviation e Convair. Nell'aprile 1961, la proposta Vought venne dichiarata vincitrice. L'appalto aggiudicato prese il nome di Aerothermo-dynamics for Pluto (Aerotermodinamica per Pluto).
Dal punto di vista tecnico, lo SLAM era decisamente innovativo e complesso: si trattava infatti di un missile spinto da uno statoreattore a propulsione nucleare, in grado di effettuare missioni a bassa quota a velocità superiori a Mach 3. Questo missile sarebbe stato equipaggiato con un numero di oltre venti testate nucleari (il massimo ipotizzato fu 26), che avrebbero dovuto essere sganciate su altrettanti obiettivi.
Quindi, i problemi che i tecnici dovettero risolvere furono numerosi, e riguardarono principalmente la resistenza dei materiali alle alte velocità e l'impianto propulsivo. Inoltre, fu necessario sviluppare un sistema di guida completamente nuovo. Per effettuare i test di volo, si pensò di utilizzare le aree a nordest dell'oceano Pacifico.
Le ricerche durarono fino al luglio 1964, quando il programma venne cancellato. Comunque, in questo periodo, furono risolte tutta una serie di problematiche tecniche, venne completato il progetto preliminare e fu testato il motore. Molte delle tecnologie sviluppate nell'ambito di questo programma (in particolare il sistema di guida) vennero utilizzate in seguito sui missili statunitensi, e risultano operative ancora oggi.

## Tecnica

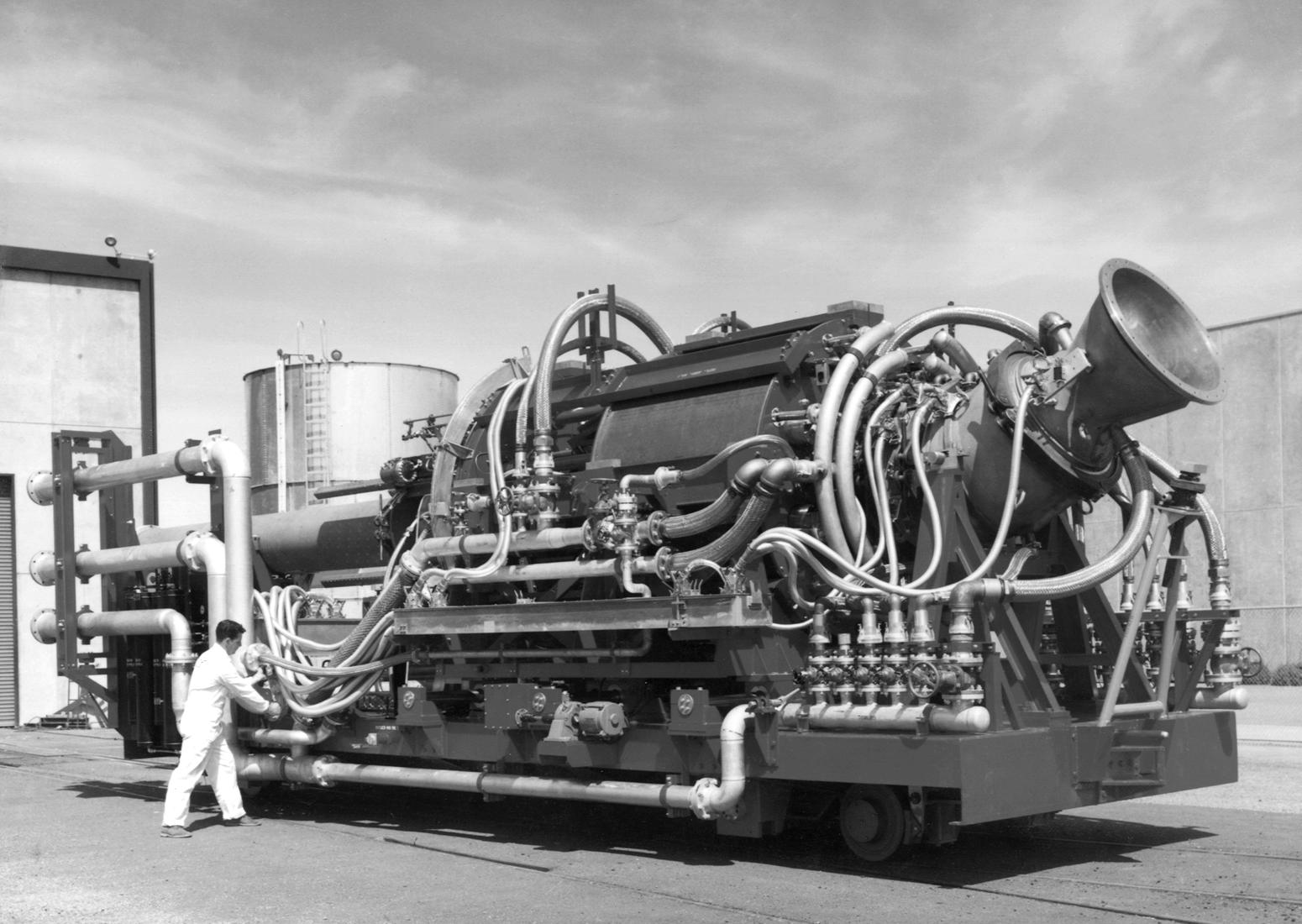
Il Tory-IIA, primo prototipo di statoreattore a propulsione nucleare

### Generalità
Il Supersonic Low Altitude Missile era un sistema d'arma di grandi dimensioni, lungo circa 27 metri e pesante oltre 27 tonnellate. Il tipo di propulsione prevista (statoreattore a propulsione nucleare) avrebbe dovuto permettere velocità nell'ordine dei Mach 4 ad alta quota e dei Mach 3 a livello del mare. La potenza del reattore nucleare applicato allo statoreattore avrebbe dovuto essere sui 600 MW. L'autonomia del missile sarebbe andata da un minimo di 21.000 ad un massimo di oltre 180.000 km, a seconda della quota di volo. Queste caratteristiche imposero di effettuare ricerche apposite sui materiali da utilizzare per la cellula, che avrebbero dovuto resistere a temperature molto elevate per lunghi periodi, sul sistema di guida (gran parte della missione sarebbe dovuta avvenire a bassa quota) e, ovviamente, sul propulsore.
Visto che lo statoreattore non può funzionare da fermo, vennero prese in considerazione diverse ipotesi per il lancio iniziale del missile. Alla fine, si decise di aggiungervi alcuni razzi a propellente solido, che avrebbero portato lo SLAM alla velocità di accensione dello statoreattore.

### Propulsione
Il sistema di spinta prescelto per lo SLAM era, come detto, uno statoreattore a propulsione nucleare. Il programma per la realizzazione di questo tipo di motore prese il nome in codice di "Project Pluto" ("Progetto Plutone") e fu avviato nel gennaio 1957.
I lavori di sviluppo furono portati avanti dal Lawrence Berkeley National Laboratory che realizzò un paio di prototipi di statoreattore a propulsione nucleare chiamati Tory. Il primo di essi ricevette il nome di Tory-IIA, e funzionò per la prima volta il 14 maggio 1961, raggiungendo il massimo della potenza il 5 ottobre successivo. Tuttavia, si trattava esclusivamente di un dimostratore di fattibilità, e non era adatto al volo. Visto il successo, i tecnici iniziarono a lavorare ad una versione più leggera e potente, chiamata Tory-IIB, che rimase però sulla carta. Tre anni dopo, tuttavia, venne realizzato concretamente il secondo prototipo, chiamato Tory-IIC. Si trattava di un modello decisamente più sofisticato, che avrebbe dovuto essere utilizzato anche nelle prove di volo. Il Tory-IIC raggiunse la massima potenza il 20 maggio 1964, quando produsse 513 MW raggiungendo una spinta di 170 kN (pari ad una velocità simulata di Mach 2,8) per 292 secondi. Entrambi i prototipi, durante i test, erano stati sistemati su un vagone ferroviario. L'esemplare definitivo avrebbe dovuto essere un modello ulteriormente perfezionato, chiamato Tory-III, e con lo statoreattore appositamente costruito dalla Marquardt. Questa versione però rimase interamente sulla carta, in seguito alla cancellazione del Progetto Plutone, il 1º luglio 1964. Il programma era costato 260 milioni di dollari, ed al suo apice aveva impiegato 35 persone presso il laboratorio ed un centinaio al Nevada Test Site.

### Struttura
La progettazione della cellula richiese ricerche piuttosto lunghe. Infatti, non erano mai state realizzate delle fusoliere che fossero in grado di sopportare a lungo un regime trisonico al livello del mare, ed anche il problema stesso era in generale poco esplorato. Quindi, furono effettuate ben 1.600 ore di prove nella galleria del vento, in modo da approfondire l'aerodinamica del missile ed ottenere una forma che fosse ottimizzata per un profilo di missione da Mach 3. Nell'ambito di queste prove, venne anche realizzato un modellino in scala uno a tre della punta del missile.
Il risultato fu una formula canard, caratterizzata dalla presenza di sei alette. Tre di queste, posizionate sul retro, erano fisse ed avevano una funzione stabilizzatrice, mentre le altre, più piccole e mobili, erano nei pressi della punta e servivano al controllo. La presa d'aria dello statoreattore venne posizionata nella parte inferiore del missile, e lo scarico nel retro.
Per quanto riguarda i materiali, vi era il problema delle alte temperature che venivano raggiunte alle velocità previste, nell'ordine dei 1.000 gradi Fahrenheit (oltre 500 Celsius). Per studiare questo aspetto fu realizzata una sezione della fusoliera utilizzando una lega di René 41 ed acciaio inox, che venne poi testata in una fornace per valutarne la resistenza. La sezione davanti, inoltre, avrebbe dovuto essere placcata in oro, in modo da favorire la dissipazione del calore per irraggiamento.

### Sistema di guida
Il particolare profilo di missione, a bassa quota con obiettivi multipli, richiedeva un sistema di guida adeguato. I tecnici decisero di optare per un sistema duale: infatti, le ricerche condotte dimostrarono che il sistema inerziale (che era disponibile) avrebbe potuto essere efficace solo se fosse stato possibile effettuare delle correzioni nella fasi intermedia e finale del volo.
La Vought iniziò quindi a studiare il problema, e realizzò un nuovo sistema di guida. Questo, inizialmente chiamato Fingerprint, prese poi il nome di "TERCOM" ("TERrain COntour Matching"). In pratica, si trattava di un sistema che permetteva il riconoscimento del profilo orografico del terreno da sorvolare, le cui caratteristiche erano memorizzate in una matrice digitale a bordo del missile. Su quest'ultimo, infatti, era prevista l'installazione di un radar rivolto verso il basso, che avrebbe avuto il compito di confrontare le caratteristiche del terreno reale con quelle memorizzate. Questo avrebbe consentito di effettuare le apposite correzioni durante il volo, in modo da permettere al missile di raggiungere gli obiettivi previsti.
Il sistema TERCOM è utilizzato ancora oggi per la guida dei missili da crociera.

### Profilo di missione previsto
Lo SLAM era stato ideato per effettuare la sua missione a velocità superiori a Mach 3 alla quota di 300 metri. Il lancio sarebbe avvenuto da ricoveri corazzati, ed il missile avrebbe raggiunto la velocità di accensione dello statoreattore grazie a razzi a propellente solido. La prima parte della missione sarebbe avvenuta volando ad una quota di circa 10.000 metri alla velocità di Mach 4, fino ad arrivare alla zona dov'erano situati i bersagli. A questo punto, lo SLAM sarebbe sceso a bassa quota, in modo da eludere le difese antiaeree nemiche. Il volo a bassa quota sarebbe stato possibile grazie al sistema di guida TERCOM. Il carico bellico di missione avrebbe dovuto essere costituito da un numero di testate variabile tra 14 e 26, della potenza di un megatone. Queste sarebbero state espulse una alla volta sugli obiettivi prefissati, mentre il missile li sorvolava. L'espulsione sarebbe avvenuta da boccaporti situati nella parte superiore del vettore. La discesa delle testate sarebbe avvenuta piuttosto lentamente, in modo da dare tempo al missile di allontanarsi.
I danni, comunque, non sarebbero stati provocati solo dal carico bellico imbarcato.
- Il boom sonico provocato dal missile, un oggetto lungo 25 metri che volava a velocità superiori a Mach 3, avrebbe seriamente danneggiato le strutture non corazzate sul terreno delle zone sorvolate.
- Il reattore dello SLAM avrebbe lasciato una scia altamente radioattiva, contaminando così vaste aree.
- Finita la missione, il missile si sarebbe schiantato al suolo con tutto il reattore, comportandosi dunque come una vera e propria bomba sporca.

## La cancellazione del programma
I vertici delle Forze Armate Americane intendevano effettuare I primi test di volo nel 1967. L'area prescelta avrebbe dovuto essere il nord-est dell'oceano Pacifico. Tuttavia, nel luglio 1964, il programma venne cancellato. Al momento della cancellazione, la Vought aveva 177 ingegneri e scienziati impegnati a tempo pieno nel programma, ed era stato realizzato un progetto preliminare del missile completo per mostrare la collocazione della strumentazione e delle testate. Il Dipartimento della Difesa ed il Dipartimento di Stato ritennero infatti che il progetto fosse eccessivamente provocatorio: infatti, si ritenne che se gli Stati Uniti avessero schierato un sistema d'arma di tale potenza, lo avrebbe fatto anche l'Unione Sovietica.
Vi furono anche altri problemi.
- I costi: il programma venne considerato troppo costoso.
- L'avvento degli ICBM: lo sviluppo dei missili balistici intercontinentali forniva alle forze armate uno strumento non intercettabile in grado comunque di colpire in profondità il territorio sovietico. In confronto con gli ICBM, lo SLAM apparve lento e vulnerabile, e comunque non sarebbe entrato in servizio prima del 1970.
- I test di volo: vi era il problema di dove effettuare le prove. Sulla terraferma, infatti, era impossibile e quindi si pensò all'oceano. La soluzione non risolveva però la questione dell'inquinamento radioattivo della biosfera, che sarebbe stato molto alto. Inoltre, trattandosi di voli di prova, il rischio di incidenti o missili fuori controllo per malfunzionamenti era comunque presente, ed il relativo problema era irrisolto[3].

Comunque, molta della tecnologia sviluppata per lo SLAM venne utilizzata successivamente (e viene utilizzata ancora oggi) sui missili statunitensi.